# Georges de Rougemont
Georges de Rougemont, né le 12 octobre 1758 à Saint-Aubin et décédé le 22 décembre 1824 à Neuchâtel, est une personnalité politique neuchâteloise.

## Biographie
Georges de Rougemont est né le 12 octobre 1758 à Saint-Aubin. Il est le fils du conseiller d'État François Antoine de Rougemont et d'Henriette de Montmollin. Il étudie le droit à l'université de Göttingen, dans l'Électorat de Brunswick-Lunebourg. À son retour dans la principauté de Neuchâtel, il est nommé maire de Travers, fonction qu'il exerce de 1781 à 1790. Il contribue à la décision de construire une nouvelle route d'accès au Val-de-Travers et cherche à réduire la corruption des juges. En 1787, il devient parallèlement l'adjoint de son père dans sa fonction de commissaire général, puis lui succède à son décès une année plus tard. C'est également en 1788 qu'il entre au Conseil d'État, succédant là aussi à son père. Il y reste jusqu'à sa mort en 1824 et en est le président dès 1809. De 1788 à 1799, il assume aussi la fonction de gouverneur de Saint-Aubin et, de 1800 à 1823, de procureur général de la principauté.
En tant que conseiller d'État, Georges de Rougemont soutient la modernisation de l'économie et l'extension des voies de communication, notamment dans les montagnes neuchâteloises. Il est également partisan de prisons plus modernes et de méthodes d'enseignement inspirées de Johann Heinrich Pestalozzi, dont il est l'ami, mais il ne parvient pas vraiment à s'imposer dans ces domaines. En 1811, il préside à la création de la Chambre d'assurance contre l'incendie.
Dans son rôle de conseiller d'État, il travaille aussi bien avec l'administration prussien que, pendant l'administration de Louis-Alexandre Berthier de 1806 à 1814, française. Il est notamment en bons termes avec le gouverneur français François Victor Jean de Lespérut. À partir de 1813, il soutient le rattachement du canton de Neuchâtel à la Confédération suisse. Il défend cette position auprès des puissances alliées en 1814 et obtient l'entrée de Neuchâtel, qui reste parallèlement une principauté prussienne, dans la Confédération. Une année plus tard, il signe le Pacte fédéral à la Diète fédérale qui siège à Zurich. S'il est un partisan de la Restauration, il n'entretient pas des bons contacts avec le nouveau gouverneur prussien, Jean-Pierre de Chambrier d'Oleyres, et son influence diminue. 
Il est considéré comme honnête et travailleur, mais également autoritaire et ne semble avoir entretenu des contacts cordiaux avec beaucoup de ses collègues.
Il meurt le 22 décembre 1824 à Neuchâtel.